# 提濟拉舍德區
36°40′43″N 4°12′31″E / 36.6787°N 4.2086°E

提濟拉舍德區（阿拉伯语：‎），是阿爾及利亞的行政區，位於該國北部，由提濟烏祖省負責管轄，首府設於提濟拉舍德，面積45平方公里，2008年人口25,951，人口密度每平方公里579人。